# Fruitera
Fruitera és un oli sobre tela de 40 × 28,1 cm pintat per Pablo Picasso a Barcelona l'any 1917 i dipositat al Museu Picasso de Barcelona.

## Context artístic
Fruitera és un motiu extret de l'oli Personatge amb fruitera, que l'artista desprèn per dedicar-li una composició pròpia. El tema de la natura morta l'interessa des de fa anys i, en el futur, l'explota exhaustivament fins al punt que hom pot afirmar que ha estat un dels artistes que més ha treballat aquest gènere.

## Descripció
Estilísticament, és una bella recapitulació de les lliçons cubistes que des de feia temps dominaven la seua obra, per bé que ha perdut l'hermetisme dels anys precedents i presenta una textura i una cromàtica més sensuals que la converteixen en una pintura més emotiva. La fruita té un tractament més naturalista que la resta del quadre. Les tonalitats cremoses dominen la composició, que es reforça amb grisos i blancs bruts contrastats en alguns indrets amb negres, vermells, verds i blancs.
Fou donat per l'artista al Museu Picasso de Barcelona l'any 1970.